# Јосип Лончар (академик)
Јосип Лончар (Ђаково, 21. новембар 1891 — Загреб, 28. септембар 1973) био је југословенски и хрватски универзитетски професор, електротехничар, физичар и академик. Сматра се за пионира хрватске електротехнике, електронике, радиофоније и телевизије.

## Биографија
У Винковцима је завршио гимназију.
У Загребу је студирао математичкофизикалне науке на Мудрословном факултету. Студије електротехнике је наставио на Сорбони у Паризу. Докторирао у Загребу 1920. Прво је радио у гимназијама и хонорарно у Техничкој високој школи.
Године 1931. изабран је за редовног професора на Техничком факултету. На факултету је основао лабораторије.
Лончар је заслужан за утемељење и покретање Радио Загреба. Он је направио електротехничке шеме за функционирање радија 1924-26 те извео техничке радове.
Током 1930. када је прорадила прва телевизија у Европи, у Лондону, Лончар је конструисао и направио први тв-пријемник у својој лаборатирији, преко којег је пратио ТВ из Лондона.
Пензионао се 1967.
Објављивао је у струковним часописима у Југославији и иностранству: Гласнику Хрватског природословног друштва, Техничком листу, Електротецхенисцхе Зеитсцхрифту и другима.
Постао је редовник члан ЈАЗУ 1947. године.
Додјељена му је Награда за животно дјело града и почасни докторат загребачког универзитета.
Факултет електротехнике и рачунарства од 1971. додјељује годишњу Награду „Јосип Лончар” за изразити успјех током сутдија и научноистраживачком раду и настави.

## Одабрана дјела
- „Конструкција радио станица за примање“ (1927-29)[1]
- „О савременој телевизији“ (1937)[1]
- „Основи електротехнике“ (1923-38)[1]
- „Увод у електрична мјерења“ (1937-39)[1]